# Скіфсько-сарматська гіпотеза

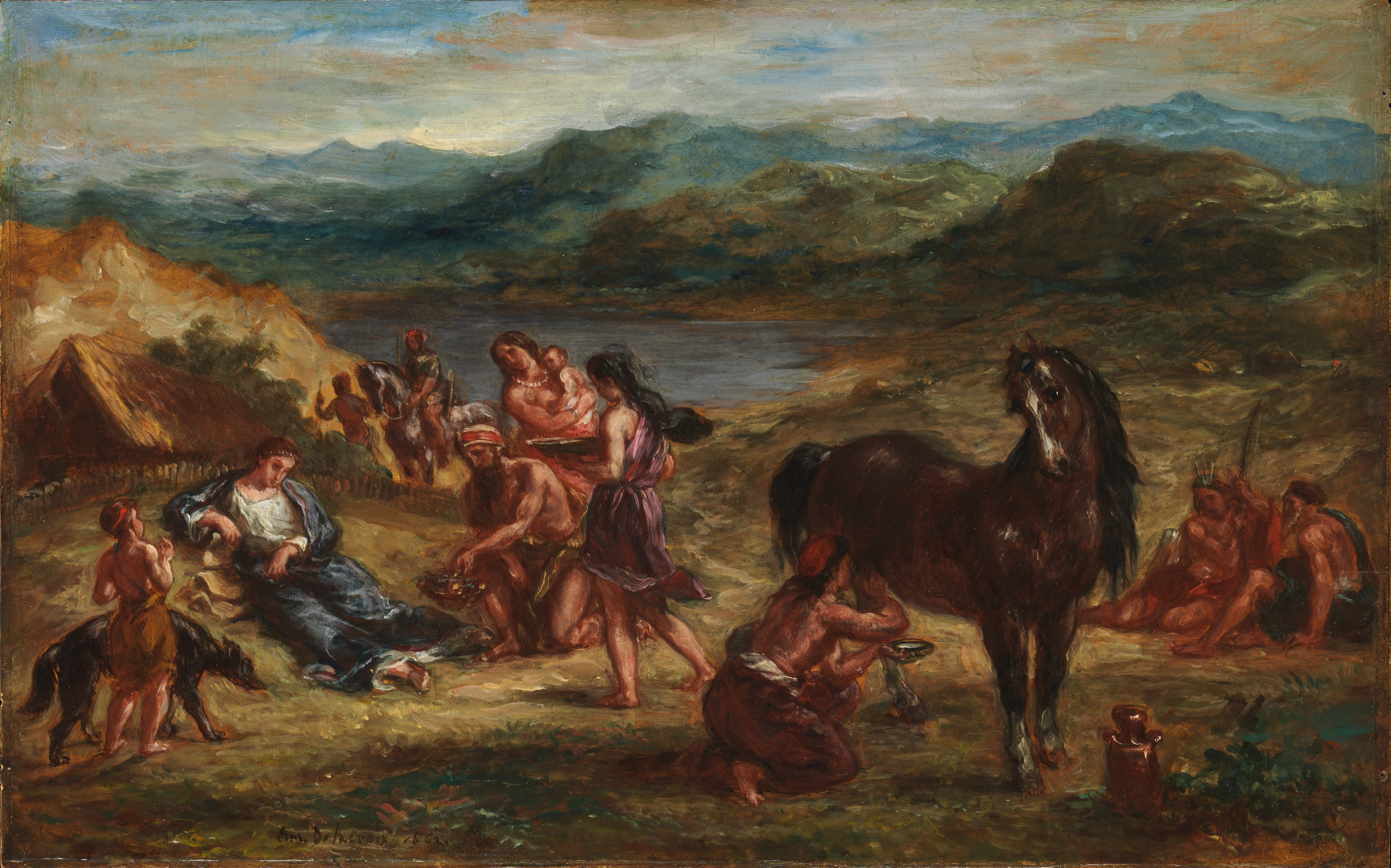
«Овідій серед скіфів», Ежен Делакруа (1962)

Скіфсько-сарматська гіпотеза (скіфська гіпотеза, сарматська гіпотеза) — застаріла і політично вмотивована гіпотеза етногенезу слов'ян, згідно з якою походження слов'ян пов'язане з кочовими іранськомовними народами (скіфи, сармати, алани, роксолани). Гіпотеза виникла на основі відомостей античних істориків («масагети» Геродота, напівмітологічні повідомлення Тацита, Страбона, Птолемея тощо), середньовічних візантійських хроністів (Іоанн Кіннам, Послідовник Феофана та інші). Відповідно до сучасних наукових уявлень походження слов'ян не пов'язане зі скіфсько-сарматськими народами, оскільки, зокрема, мови цих груп народів належать до різних гілок індоєвропейської мовної сім'ї.

## Історіографія

### Історична концепція і політична доктрина
Обґрунтування версії значною мірою базувалося на давньогрецькій традиції поширювати назву країни на всіх її мешканців — навіть якщо на одній території жили різні народи. Або ж племена, що раніше тут мешкали, змінювали, витісняли або ж асимілювали прибульці. Так, скіфами називали і сарматів, і готів, і тюркські племена Північного Причорномор'я, і слов'ян, зовсім не постулюючи їхню спорідненістю між собою. Таке розуміння «Великої Скіфії» було запозичено й літописцями Русі, а відомості звідти були використані вже в XVII столітті. У Російській імперії, зокрема, великий вплив мав Синопсис Київський (1674), з другої половини XVII й до початку XIX століття розглядався як найбільш ґрунтовне джерело відомостей про Русь і походження слов'ян. Російський учений Михайло Ломоносов у своїй праці «Древняя Российская история» (укр. «Прадавня російська історія») стверджував спорідненість руських з роксоланами й сарматами. Василь Татищев, російський історик, вважав, що сармати були асимільовані слов'янами, але не тотожні з ними.
На підставі міркувань російських істориків зрештою була сформована політична доктрина, яка визначала пряму спадкоємність між скіфами та слов'янами, а через них — і Російською імперією. Ця доктрина «викреслювала» з історії Причорномор'я тюркські народи, насамперед кримських татар, яких відтак оголошували зайдами. Натомість загарбання Криму і решти Північного Причорномор'я Росією видавали за «акт справедливості» і повернення історичних земель, що нібито «за правом» належали Росії.Імператриця Катерина II вказувала у праці «Записки касательно российской истории» (укр. «Записки щодо російської історії») вказувала, що «північні скіфи однієї мови зі слов'янами» й описувала побут скіфів з проєкцією на концепцію російського національного характеру, яку вона розглядала.
В подальшому офіційні російські історики мали дотримуватися саме такого погляду на «спадщину скіфів». Єгор Классен (1854, 1861), російський викладач, убачав слов'ян у багатьох регіонах та багатьох епох, починаючи з давнини. Майже всі народи Геродотової Скіфії він ототожнював зі слов'янами, починаючи з самих скіфів. Русинський історик і публіцист Юрій Венелін (1856) відносив до слов'ян скіфів та сарматів. Дмитро Іловайський (1876), російський історик і відомий антинорманіст, вважав скіфів «германсько-слов'янсько-литовською» гілкою індоєвропейської чи «арійської» сім'ї та стверджував, що переважало саме слов'янське населення. Прабатьківщину скіфів він поміщав між Оксом та Яксартом (сучасна Центральна Азія). Така локалізація їхньої прабатьківщини має деяку підтримку й серед частини сучасних учених (на відміну від ідеї про слов'янство скіфів). Один з аргументів Іловайського на користь ототожнення скіфів зі слов'янами полягав у тому, що скіфи «полюбляли парові лазні, так само як предки східних слов'ян».

### Археологи
Наприкінці XIX⁣ — ⁣XX століть, намагаючись знайти найдавніше коріння слов'ян у Східній Європі деякі археологи, такі як Дмитро Самоквасов (1908) та Іван Забєлін (1908), також звернулися до скіфських і сарматських старовин, ототожнюючи скіфів і сарматів з предками слов'ян. Результатом цієї тенденції став бурхливий розвиток скіфсько-сарматської археології. Прихильником ототожнення західних скіфів («скіфи-орачі») зі слов'янами був історик-академік Олександр Лаппо-Данилевський.
Радянський історик Борис Рибаков шукав коріння слов'ян у бронзову добу, коли після «пастушого розброду» слов'янські племена об'єдналися в Правобережній Україні та перейшли до землеробства. Він підтримував ідею про глибоку автохтонність слов'янського населення на території України. У монографії «Киевская Русь и русские княжества XII—XIII веков» (укр. «Київська Русь і руські князівства XII-XIII століть»; 1982) відніс початок історії слов'ян до XV століття до нашої ери. У Змієвих валах історик бачив свідчення зіткнення слов'ян з кімерійцями (що покинули Північне Причорномор'я за тисячу років до появи там слов'ян, відповідно до загальноприйнятої точки зору): «Слов'яни застосовували при будівництві своїх перших укріплень полонених кімерійців». З посиланням на дослідження гідроніміки, що були проведені Олегом Трубачовим, Рибаков доводив, що в ранній залізній добі слов'яни широко розселялися в українському лісостепу та налагодили контакт із греками за 400—500 років до Геродота. Цих слов'ян-землеробів він прирівнював зі скіфами-орачами, що жили в Причорномор'ї в Геродотову епоху (V століття до нашої ери). Слов'яни-землероби постачали хліб античному світу. Зі слов'янами він пов'язував і частину спадщини скіфів-кочівників. Так, Рибаков відносив до слов'ян першолюдину й міфологічного предка скіфів Таргітая та його сини Колоксая, вважаючи слов'янським скіфський міт про дари неба та інші.

## Критика
Іранські народи в давнину мали ареал розселення, що частково охоплює землі, пізніше, в Ранньому Середньовіччі зайняті слов'янами, але слов'яни не є нащадками цих народів, відрізняючись від них як за мовою, так і по культурі, як і скіфсько-сарматські народи не були слов'янськими. Сучасні вчені поміщають прабатьківщину слов'ян у Середньому Подніпров'ї, Поліссі, Вісло-Одерському регіоні (школа польського мовознавця Тадеуша Лер-Сплавинського, російський археолог Валентин Сєдов та інші), Північно-східному Прикарпатті, Середньому Подунав'ї (російський лінгвіст Олег Трубачов) тощо.
Одночасно з тим, мовознавці виділяють ряд праслов'янських слів, що були запозичені з іранських мов і які свідчать про слов'янсько-іранські контакти в праслов'янську епоху, які польський славіст Францішек Славський датує II — I тисячоліттями до нашої ери.
Деякі дослідники стверджують, що частина сарматів (переважно донські алани) була асимільована східними слов'янами (антами) та увійшла до складу козацтва, а через нього до складу української та російської націй.
Етноніми таких слов'янських народів як серби та лужичани можуть вказувати на зв'язок із сарматським племенем serboi, проживання якого в районі Кавказу та Північного Причорномор'я вперше зазначено Тацитом та Плінієм Старшим.